# Kanton Annot
Der Kanton Annot war bis 2015 ein französischer Wahlkreis im Arrondissement Castellane, im Département Alpes-de-Haute-Provence und der Region Provence-Alpes-Côte d’Azur. Er umfasste sieben Gemeinden, Hauptort (frz.: chef-lieu) war Annot. Die landesweiten Änderungen in der Zusammensetzung der Kantone brachten im März 2015 seine Auflösung. Sein letzter Vertreter im conseil général des Départements war von 2004 bis 2015 Jean Ballester.

## Gemeinden
| Gemeinde     | Einwohner (Stand: 2022) | Code postal | Code Insee |
| ------------ | ----------------------- | ----------- | ---------- |
| Annot        | 1013                    | 04240       | 04008      |
| Braux        | 134                     | 04240       | 04032      |
| Le Fugeret   | 200                     | 04240       | 04090      |
| Méailles     | 118                     | 04240       | 04115      |
| Saint-Benoît | 166                     | 04240       | 04174      |
| Ubraye       | 99                      | 04240       | 04224      |
| Vergons      | 114                     | 04170       | 04236      |